# Tangtu (sockenhuvudort i Kina, Liaoning Sheng, lat 41,83, long 124,34)
Tangtu är en sockenhuvudort i Kina. Den ligger i provinsen Liaoning, i den nordöstra delen av landet, omkring 78 kilometer öster om provinshuvudstaden Shenyang. Antalet invånare är 6 263. Befolkningen består av 3 012 kvinnor och 3 251 män. Barn under 15 år utgör 13,0 %, vuxna 15-64 år 75 %, och äldre över 65 år 11,0 %.
Runt Tangtu är det ganska tätbefolkat, med 90 invånare per kvadratkilometer. Närmaste större samhälle är Nanzamu, 16,9 km norr om Tangtu. I omgivningarna runt Tangtu växer i huvudsak lövfällande lövskog.
Genomsnittlig årsnederbörd är 1 120 millimeter. Den regnigaste månaden är juli, med i genomsnitt 254 mm nederbörd, och den torraste är januari, med 9 mm nederbörd.